# Walkendorf (Wüstung)
Walkendorf oder Walkersdorf ist eine Wüstung in der Gemarkung des Nattheimer Ortsteils Fleinheim im Landkreis Heidenheim in Baden-Württemberg.

## Lage
Das Dorf lag etwa einen Kilometer südöstlich von Fleinheim.

## Geschichte
Über die Geschichte des kleinen Ortes ist nicht viel bekannt. Zwar sagt das Onlineportal LEO-BW, dass der Ort mit Burg bereits vor 1400 abgegangen sei und teilweise im Besitz des Klosters Lorch, teils der von Ebnen gewesen sei, jedoch wurde der Ort 1471 mit dem Amt Hohenlohe vom Kloster Lorch an die Deutschordenskommende Kapfenburg verkauft. 1398 war das halbe "Gütlein" des Klosters der Heiligenpflege von Fleinheim geliehen. Es wurde dem Kloster ein Zins in Höhe eines Viertel Wachses gereicht. Der Ort wurde wie Fleinheim 1634 nach der Schlacht von Nördlingen zerstört und nicht wieder aufgebaut.